# Afghan muscles
Afghan muscles er en dokumentarfilm fra 2007 instrueret af Andreas Møl Dalsgaard efter manuskript af Andreas Møl Dalsgaard, Oliver Winding og Anna Bro.

## Handling
Hvor går man hen, hvis man som fattig, ung og ganske velbygget afghansk mand stræber mod en mere ærefuld tilværelse? For Hamid er svaret klart. Man går i det lokale fitnesscenter og løfter vægte. I det post-talibanske Afghanistan er chancerne for social opstigning blandt de rige og magtfulde klaner direkte proportionel med størrelsen på ens ære. Og når størrelsen på ens ære er direkte proportionel med størrelsen på ens muskler, ja så er vejen til succes brolagt med endeløs træning og stram diæt. Men oddsene er hårde i kampen om den ærefulde titel som Mr. Afghanistan. Sammenlignet med dyrt proteinpulver og forbudte steroider forundt mere velbjergede modstandere, rækker 15 hårdkogte æg dagligt ikke langt. 'Afghan Muscles' er en film om livets helt store spørgsmål. Om at være drevet af en stor passion og om at leve med de sejre og nederlag, der følger i kølvandet. Gevinsten ligger måske ikke så meget i, at bodybuilding for første gang synes at have et højere mål, men mere i at autodidakte Andreas Møl Dalsgaard formår at skabe et forfriskende, anderledes, nyt og særdeles rørende indblik i den afghanske virkelighed anno 2006.